# Хаитянска хутия
Хаитянската хутия (Plagiodontia aedium) е вид бозайник от семейство Хутиеви (Capromyidae). Видът е застрашен от изчезване.

## Разпространение и местообитание
Разпространен е в Доминиканската република и Хаити.